# Vang Jangming
Vang Jangming (kitajsko: 王陽明; pinjin: Wang Yangming; rojen Vang Šouren, 王守仁; vljudnostni naziv Bo-an, 伯安), kitajski konfucijanski filozof, pedagog, uradnik in vojskovodja, * 31. oktober 1472, Jujao, Džedžjang, Kitajska, † 9. januar 1529, Nanan, Džjangši, Kitajska.
Poleg Džu Šija velja za drugega najpomembnejšega predstavnika novokonfucijanstva. Deloval je v obdobju dinastije Ming.

## Življenje

### Zgodnje življenje
Vang Jangming se je rodil 31. oktobra 1472 v mestu Jujao, v provinci Džedžjang, Kitajska, kot Vang Šouren, v izobraženi družini s tradicijo uradniškega služenja. Njegov oče, Vang Hua, je bil visok državni uradnik, ki je deloval kot eden od kitajskih ministrov, zadolženih za imenovanje uradnikov, a je bil kasneje odstavljen s tega položaja zaradi razžalitve enega najvplivnejših evnuhov, Ldžu Džina. Kot je bilo za visoke sloje običajno je bil Vang Jangming v mladih letih deležen konvencionalne konfucijske in novokonfucijske izobrazbe, ki je temeljila na Štirih knjigah konfucianizma in petih klasikih. Mladi Vang se je te klasike praktično naučil na pamet. Študiranje teh besedil je bilo smatrano kot moralno vzgojno, poleg tega pa so se jih učili tudi z namenom opravljanja uradniških izpitov, ki so bili glavna pot do visokega uradniškega položaja. Seznanil pa se je tudi z daoizmom. Po pogovoru z daoističnim menihom, pri petnajstih letih, je Vanga začela močno fascinirati daoistična filozofija, njihov način življenja in iskanje nesmrtnosti. Poleg tega pa je ga je močno privlačil in zaznamoval tudi budizem, pod vplivom katerega je bil tudi vzgajan.

### Politična in vojaška kariera
Medtem ko je proučeval budizem in daoizem, je pokazal interes tudi za vojaško službo. Napredoval je na višje položaje uradniške službe in leta 1499 mu je, po dveh neuspelih poizkusih v letih 1493 in 1495, uspelo opraviti uradniški izpit najvišje ravni. Po tem se je Vang začel hitro vzpenjati v politični družbi in zasedati vrsto najvišjih državniških položajev. Največji sloves pa si je začel pridobivati kot izjemno uspešni vojskovodja. Svojih vojaških zaslug si ni priboril v boju z zunanjimi sovražniki, temveč kot zatiralec notranjih uporov ljudstva proti sistemu. Slovel je kot zelo strikten vojskovodja. Njegov položaj v vojski je njegovi družini prinesel čast in finančne privilegije.
Svoj filozofski nauk je moral ves čas braniti pred očitki, da gre za širjenje krivoverstva. Leta 1506 pa se je sprl z vplivnim evnuhom Lju Džinom, ki si je v tistem času izboril visok položaj na državnem sodišču in zaprl več uradnikov. Vang Jangming je v znak protesta napisal memorial cesarju, za kar ga je dal Lju Džin javno pretepsti, potem pa izgnati in postaviti na nepomemben položaj v slabše razvit del države, ki je danes del province Guidžov. Leta 1510 je potekel rok njegovega služenja v Guidžov, istega leta pa je bil na njegovo srečo usmrčen tudi evnuh, ki ga je izgnal. To je Vangu omogočilo, da se je ponovno hitro povzpel, sedaj na še višje politične in vojaške položaje. Leta 1516 je postal upravnik province Džjangši, ki je bila takrat desetletja pod vodstvom upornikov. Vang je njihove upore zatrl, njih pa eliminiral v štirih vojaških pohodih med 1517-1518. Temu je sledila obnova province. Zaslužen je tudi za reforme davkov in ustanovitve šol v Džjangšiju ter kot pobudnik dogovora za družbeno moralo in solidarnost.

### Upor Džu Čenhaoa, princa Ninga
Med zatiranjem upora v provinci Fudžjan, leta 1519, je Vang izvedel, da se je Džu Čenhao, princ Ninga, uprl cesarju in se polastil prestola. Vang se je zato moral obrniti in potovati nazaj proti mestu Nandžang, ki ga je princ zasedel, z namenom da ga obkoli in zavzame nazaj. Po štirih dneh je bila prinčeva vojska premagana, Džu Čenhao pa se je predal in bil obsojen na smrt, vendar je leta 1521 napravil samomor. Ker je bil Vang med obleganjem v stiku s princem prek enega od svojih učencev, z namenom pogajanja, so ga nevoščljivi uradniki obtožili načrtovanja upora, njegovega učenca pa zaprli. Vendar je ta kriza hitro minila. Leta 1521 ga je novi cesar imenoval za vojnega ministra in mu podelil naslov grofa Šindžjana.

### Smrt
Leta 1527 je bil poklican kot general, da zaduši upor v provinci Guangši. To mu je uspelo v šestih mesecih, vendar se je po tem njegov kašelj, ki ga je pestil že več let, močno poslabšal. Vang Jangming je umrl 9. januarja 1529 v mestu Nanan, v provinci Džjangšij, Kitajska, po letih postopnega slabšanja zdravja. Zadnje zapisane besede, ki jih je izrekel na smrtni postelji so bile: "Ta um je sijajen in bister. Kaj več bi se dalo reči?"

## Filozofija
Vang Jangming je bil najznamenitejši predstavnik in tudi utemeljitelj novokonfucijanske Šole zavesti. Svoje ime je prevzel po imenu votline, v kateri jo je ustanovil, v prevodu pa pomeni 'Sončna svetloba'. Vanga so zato klicali tudi 'Mojster sončne svetlobe'.

### Problem vsevednosti
Kot novokonfucijanec se je veliko ukvarjal z interpretacijo konfucijanstva, ki jo je študiral njegov slavni predhodnik Džu Ši. Vendar pa je bil razočaran nad njegovo interpretacijo konfucijeve in Mencijeve misli. Džu Ši je zavračal kot preveč idealističnega, predvsem njegov dualizem li-či. Razočaran je bil tudi nad prijateljevo izkušnjo z razumevanjem Džu Šija o tem, kaj je vsevednost (končna modrost). V svojih spisih je napisal, da sta se s prijateljem pogovarjala o ideji, da bi moral zato, da nekdo postane vseveden po Šiju preučiti vse stvari na svetu. Problem, na katerega sta naletela, je bilo vprašanje, ali ima človek zadosti energije, da bi mu to lahko uspelo. Zato je Vang ob priložnosti prijatelju Šjanu pokazal bambus, ki je rastel pred paviljonom in mu naročil naj prouči vzorec bambusa in tako dokaže, ali je to mogoče. Po treh dneh neizčrpnega proučevanja je Šjan, kot je to opisal Vang, izčrpal svoj um in energijo ter zbolel. Zato se je tudi sam lotil tega dela in sedmega dne tudi sam zbolel. Zapisal je, da sta s tem izkustvom uvidela, da se vsevednosti ne da doseči, ker človek za to nima dovolj energije.

### Enotnost (spo)znanja in izvajanja
Vangova najbolj prepoznavna doktrina je enotnost znanja in izvajanja, enotnost teorije in prakse. Vang pravi, da sta znanje in izvajanje eno. Ljudje, ki znajo in ne delujejo, ne obstajajo. Tisti pa, ki trdijo da 'vedo', ampak ne delujejo, enostavno ne vedo. Ena od njegovih glavnih trditev je, da je zgolj verbalna potrditev nezadostna za izraz dejanskega znanja. Primer, s katerim to potrdi, je bolečina. Pravi, da mora posameznik sam izkusiti bolečino, zato da ve, kaj to je.
Problem, na katerega je tu naletel, je prepoznavanje dobrega in zla. Torej po njegovi teoriji bi moral vsak posameznik izkusiti oboje, zato da bi ju razlikoval. Ta problem Vang rešuje s trditvijo, da obstaja praznanje, ki ima edino zmožnost razlikovanja dobrega in zla in ima naravo instinkta. Naša zavest ni ne dobra ne zla, so pa takšne naše namere. Bistveno je raziskovanje, ki nam omogoča delati dobro in opuščati slabo. 

## Dela o njem
- Čan, Ving–tsit (prevod). 1963. Instructions for Practical Living and Other Neo–Confucian Writings by Wang Yang–ming, New York: Columbia University Press   (Prevod 傳習録 in 大學問, Vangovi najpomembnejši deli)

- Čan, Ving-tsit (prevod). 1963. A Source Book in Chinese Philosophy. Princeton. NJ: 	Princeton University Press.

- Čing, J. (prevod). 1973. The Philosophical Letters of Wang Yang–ming. Columbia, SC: University of South Carolina Press

- Henke, F. G. (prevod), 1964. The Philosophy of Wang Yang–ming, reprint. London: Open 	Court

- Ivanhoe, P. 2009. Readings from the Lu-Wang school of Neo-Confucianism. Indianapolis: 	Hackett Pub. Co. ISBN 0872209601  (Izvlečki, ki vsebujejo prvi prevod Wangovih pisem)